# كيفن أ. ريان
كيفن أ. ريان (بالإنجليزية: Kevin Ryan)‏ هو معلم وكاتب أمريكي، ولد في 7 أكتوبر 1932.